# Bakezōri

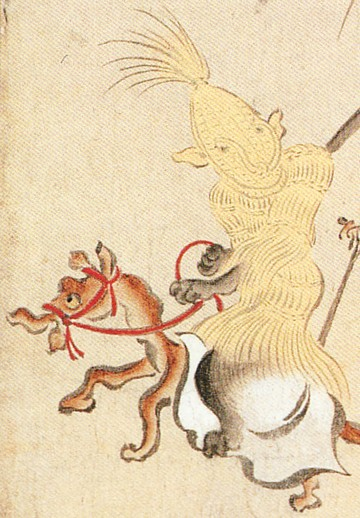
Représentation d'une « sandale-yōkai » sur l'emaki des Rouleaux enluminés de la procession nocturne des cent démons de l'époque de Muromachi.

Un bakezōri (化け草履), qui signifie littéralement « sandale-fantôme » est un être fictif du folklore japonais appartenant au groupe des yōkai.

## Description
Le bakezōri est décrit comme une sandale errante avec deux bras et deux jambes mais un seul œil. Il passe pour effrayer les familles ou les habitants d'une maison pendant la nuit, courir et chanter continuellement : « Kararin, kororin, kankororin, managu mittsu ni ha ninmai! » (カラリン、コロリン、カンコロリン、まなぐ三つに歯二ん枚 ; « Kararin, kororin, kankororin! » ; « Deux yeux, trois yeux et deux dents ! »).
Il se moque ainsi probablement de « ses plus nobles cousines », les fameuses geta,. Ce modèle de chaussure possède en effet généralement des plaquettes de bois sous la semelle, qui peuvent être nommées « dents » ou ha.

## Contexte
Le modèle de la conception des bakezōri peut avoir été les zōri, sandales traditionnelles faites de paille de riz tressée,.
Le bakezōri appartient à un groupe spécial de yōkai appelé tsukumogami (付喪神 ; « artefact-démons »). Selon le folklore japonais, les ménages sont composés d'outils, d'ustensiles de cuisine et même de vêtements de toute sorte qui viennent finalement à la vie et reçoivent leur propre conscience après avoir été ignorés ou négligés pendant une longue période (surtout après cent ans).
Les bakezōri sont censés être normalement inoffensifs pour les humains mais ils peuvent commencer à s'est prendre à eux ou les harceler. Leur motivation est l'ennui et la frustration, ou tout simplement la vengeance et la jalousie. La plupart des bakezōri se regroupent avec d'autres meubles ou vêtements animés de la maisonnée ou tout simplement ils quittent la maison et disparaissent,.

## Dans la culture
Dans le manga Kitaro le repoussant, de Shigeru Mizuki, le bakezōri est un personnage récurrent .